# ツベルクリン

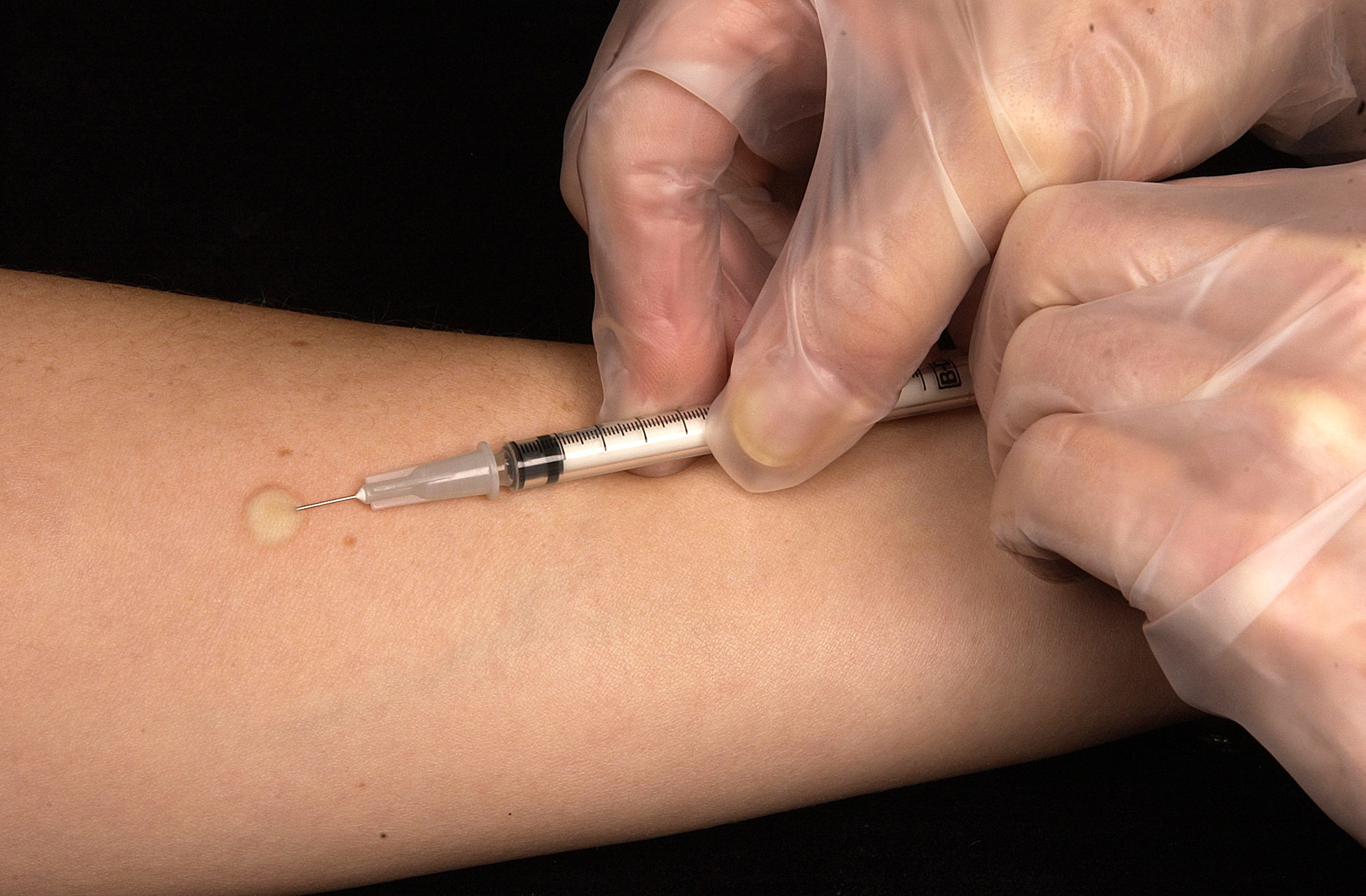
ツベルクリン皮膚検査

ツベルクリン（ドイツ語: Tuberkulin, 英語: tuberculin）とは、結核菌感染の診断に用いられる抗原である。しかし、結核菌や非結核性抗酸菌に感染した場合だけでなく、BCG接種の結果としても、この抗原に対して陽性反応が起こることが多いので、BCG接種が行われている地域では、結核の感染診断手法としては用いられない。

## 解説
1890年にドイツの科学者・医師であるロベルト・コッホによって発表された。コッホの抗原は、結核菌からグリセリン抽出した蛋白質(PPD)であった。検査ではなく結核治療目的に開発されたが効果はなかった。
クレメンス・フォン・ピルケは、ウマ血清または天然痘ワクチンの接種を受けた患者が、2度目の接種に対してより早期に重度の反応を示すことを発見し、この過敏反応をアレルギーと名付けた。フォン・ピルケはその後すぐに結核菌感染者についてこの抗原でアレルギー反応が起こることを発見し、現在のツベルクリン皮膚検査を結核菌感染の診断に用いることができることを見出した。
かつて日本では、結核予防法により乳幼児・小中学生に対してツベルクリン反応検査を行い、陰性者に対してBCG接種が行われていた（なお、BCG接種では1960年代に管針法（俗にいうハンコ注射）が導入されている）。しかし、その後の2005年の法改正により、これらの者に対するツベルクリン反応検査は廃止された。現在は予防接種法に基づき、生後1歳に至るまでの定期接種時にある乳幼児に対してのみ、ツベルクリン反応検査をせずに直接にBCG接種を行うこととなっている。
現在、米国ではマントゥーテスト(Mantoux test)と呼ばれる検査が行われており、精製ツベルクリン(Purified Protein Derivative、PPD)が用いられている。英国では2005年までヒーフテスト(Heaf test)と呼ばれる検査が行われていたが、現在はマントゥーテストに変更されている。

## 精製ツベルクリン(PPD)
精製ツベルクリン(Purified Protein Derivative、PPD)とは結核菌を合成液体培地で培養、殺菌、濾過、濃縮後に硫酸アンモニウムで沈殿させ、脱塩、濾過、凍結乾燥して作製したもので、数百種類もの異なる蛋白質の混合物のことである。

## ツベルクリン反応検査
日本でのツベルクリン反応（ツ反と省略表記される）検査は、ツベルクリン溶液皮内投与の48時間後の接種部位の発赤の直径を測定して、結核感染を診断する方法で、100年以上の歴史がある。
しかし、検出精度は接種集団の感染蔓延度により大きく変動する。例えば、感度97.8%・特異度98%の判定基準を、既感染率20%の集団で実施すると、陽性的中率は92%であるが、既感染率1%の集団で実施すると、陽性的中率は33%に低下すると報告されている。
また、検出精度の高いQFT-2G検査陰性者1,666人に対しツベルクリン反応検査を行ったところ、70%がツ反発赤30ｍｍ以上（陽性）を示したとの報告もある。一方、感染者を見逃す可能性も報告されていることから、この検査だけでは結核感染の確定も否定もできず、他の診断と併せた判定が必要である。

### 歴史
1912年（明治45年）、福島県と岡山県の教員に結核検診が行われた際に、ツベルクリン反応検査が用いられた。